# Amplificatore finale

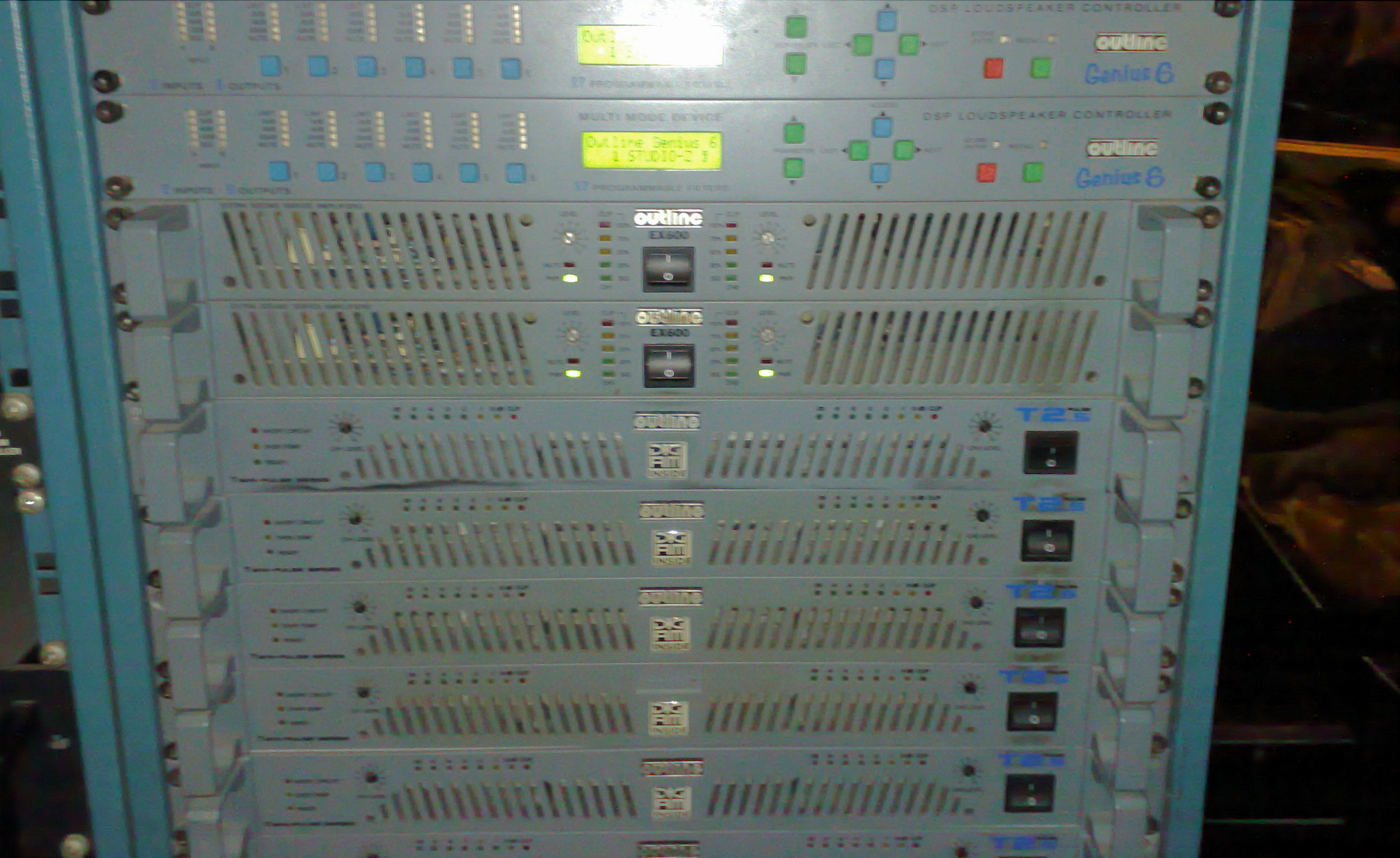
Amplificatori da discoteca montati su rack

Un amplificatore finale, detto anche ampli di potenza, viene usato come stadio finale di amplificazione di potenza, per pilotare le casse acustiche o i diffusori altoparlanti, soprattutto quelli ad indirizzo pubblico (PA), nei concerti dal vivo, discoteche ed eventi pubblici, dove serve una discreta dose di amplificazione acustica ambientale, sia per la voce che il suono.
In genere, questi amplificatori vengono pilotati dai preamplificatori audio, quali i mixer o le varie consolle di gestione dei segnali.

## Descrizione e funzionamento

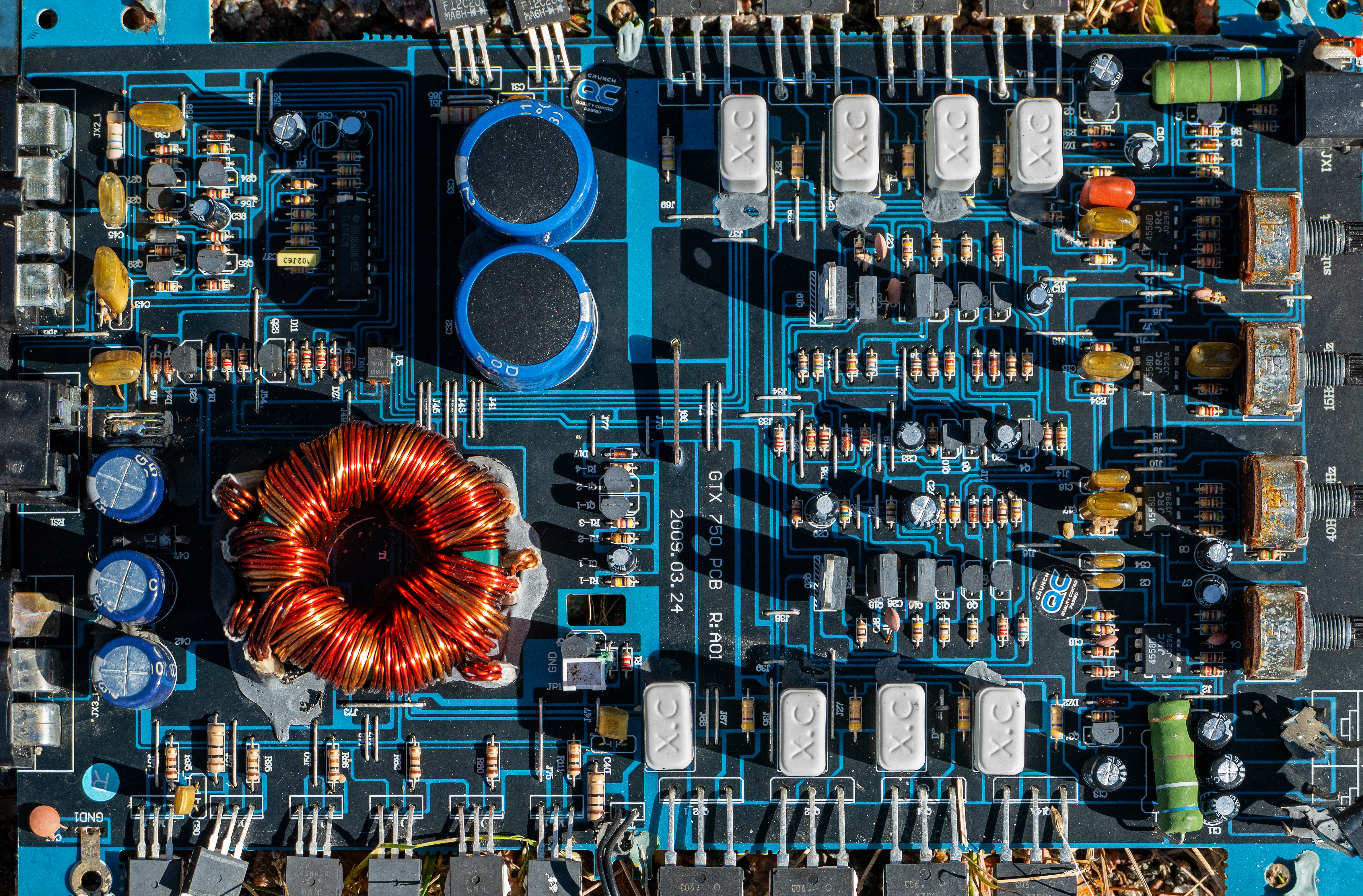
Vista interna di un amplificatore (Crunch Gravity Gtx-750).

I modelli più semplici sono costituiti da una sezione di ingresso del segnale elettrico generato da un trasduttore sonoro-elettrico come il caso di un microfono, da una sezione di amplificazione del segnale elettrico che può essere preceduto da una sezione di preamplificazione per un controllo più efficiente del tono del suono, e da una uscita del segnale elettrico amplificato (in termini di corrente elettrica) che può essere inviato a un trasduttore elettrico-sonoro come un altoparlante o un sistema di più altoparlanti.
Nel caso di amplificatore e altoparlante all'interno dello stesso contenitore, nel campo delle strumentazioni musicali, si parla di "combo", nel caso in cui la sezione amplificazione è separata dalla sezioni altoparlanti si usano di volta in volta termini differenti. Nel caso di amplificazione acustica per chitarra elettrica o chitarra basso elettrico si parla di combo nel caso l'amplificatore è combinato nello stesso contenitore o invece di testata e cassa nel caso le due sezioni siano materialmente separate. Al crescere della potenza sonora, a causa dell'aumento dei pesi, le due sezioni sono generalmente separate.
La sezione di amplificazione, sia separata che combinata, è generalmente progettata per uno strumento musicale specifico, con controlli sia in termini di controllo del tono che di introduzione di artefatti (distorsione elettrica o effetti). Gli artefatti più noti sono i controlli per il suono delle chitarre e dei microfoni; oltre al controllo del volume, questo tipo di amplificatori può essere dotato di uno o più controlli di tono e di alcuni effetti particolari, come ad esempio il riverbero, il chorus o il flanger.
Con i progressi dell'elettronica in campo digitale, accanto alle sorgenti analogiche come i segnali elettrici prodotti dalla capsula di un microfono o da un pick up di una chitarra, si sono affiancate le sorgenti o i segnali di tipo digitale che generalmente si prestano meglio alla introduzione di artefatti (effetti artistici o correttivi). Per questo motivo alcuni amplificatori possiedono un trasduttore interno analogico-digitale che converte il segnale elettrico in informazione digitale sulla quale è più efficace operare la modifica del suono con algoritmi digitali precompilati (distorsioni, effetti, controllo dei picchi, echi, riverberi, ecc.) e quindi un successivo trasduttore digitale-analogico che produce l'uscita del segnale, artefatto o meno, da inviare alla amplificazione di potenza vera e propria.

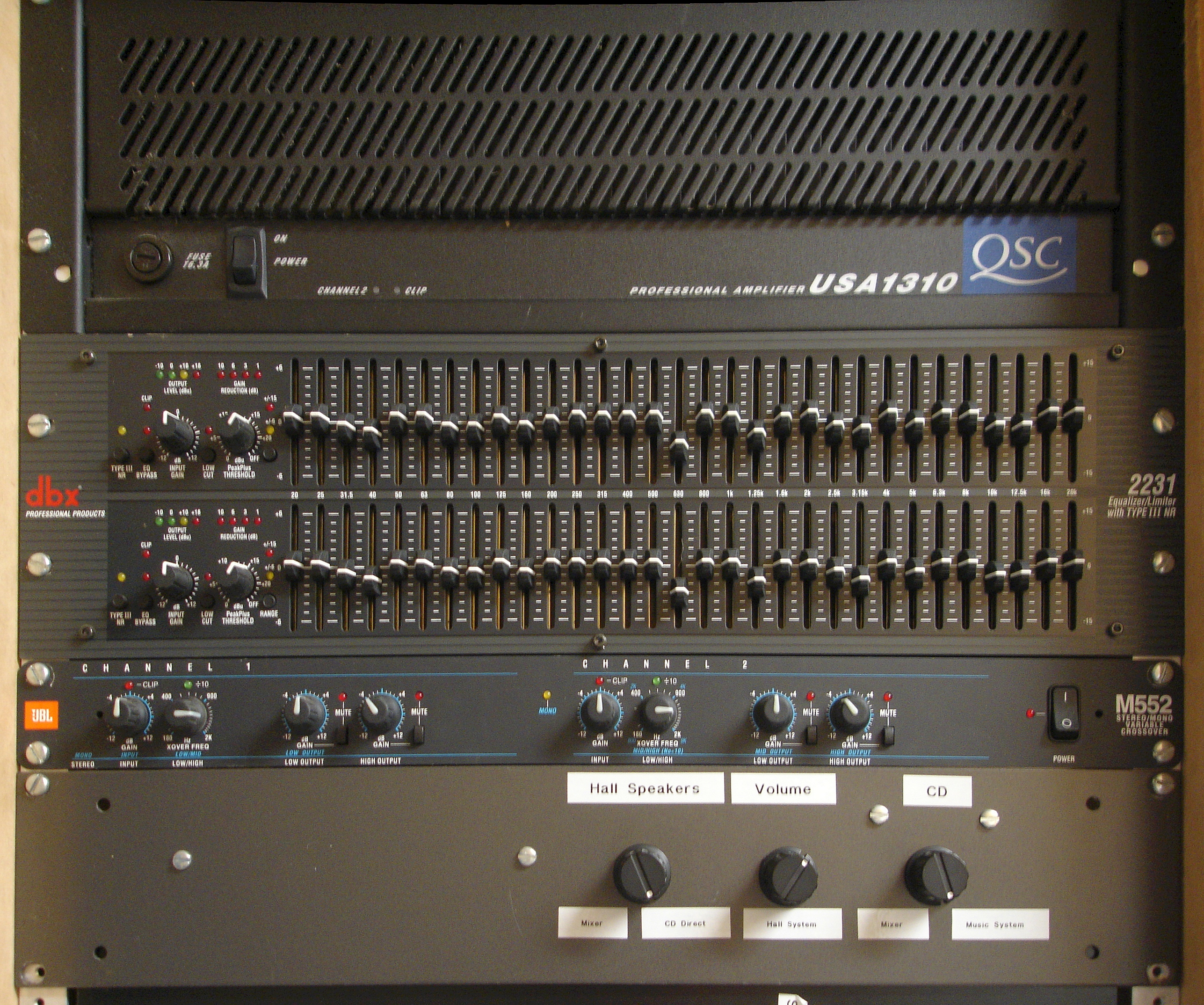
Amplificatore e equalizzatore su un rack

Accanto alla eventuale sezione di preamplificazione o di trasduzione analogica-digitale o del controllo elementare del tono (regolazione del volume delle frequenze alte, medie e basse) può esserci una vera e propria sezione di correzione del volume sulle varie frequenze che regola su più intervalli di frequenza una equalizzazione che può essere necessaria per armonizzare l'emissione sonora secondo le caratteristiche specifiche del luogo di ascolto. L'equalizzatore permette il rinforzo di particolari frequenze che risultano meno presenti nell'audio originale o che sono assorbite in modo eccessivo dalle superfici che confinano l'ambiente di emissione. Possono pure ridurre frequenze specifiche che si rinforzano eccessivamente o di livello indesiderato.
La trasduzione del segnale elettrico di potenza reso dall'amplificatore in suono (pressione acustica) viene resa a mezzo di altoparlanti sia unico che separando su più altoparlanti specializzati (con filtri elettrici o elettronici) il campo di frequenze del suono in ragione di una maggiore efficienza elettro-acustica del sistema e della qualità di resa del suono originale. Per le frequenza basse, che richiedono maggiori potenza elettro-acustiche, si impiegano generalmente sistemi magnetodinamici con coni di vario diametro, per le frequenza alte si impiegano tweeter a compressione il cui carico è costituito da una tromba in lega leggera o in plastica. Il sistema di trasduzione punta a realizzare un giusto equilibrio tra efficienza, prezzo e resa musicale.
La resa delle frequenze estreme più basse può essere affidata a specifici sistemi (subwoofer) spesso solo monofonici per via della scarsa presenza stereofonica delle frequenza più basse. La recente tendenza è di separare la sezione medio-alti/alti a piccoli trasduttori separati perfettamente indirizzati sull'ascoltatore e la sezione medio-bassi/bassi ad altoparlanti a cassa chiusa a pavimento. Nei locali chiusi, in cui è richiesta una minore potenza acustica, è generalmente adottato il sistema di casse amplificate (cassa amplificata) a cui si invia il segnale non amplificato proveniente da un microfono o da un mixer, costituite da un box contenente un cono e un tweeter. Nei casi in cui il requisito della qualità della resa musicale è preponderante, come nel caso di impianti hi-fi domestici o sistemi di monitoraggio nelle sale di registrazione, la sezione di amplificazione è sempre separata dalla cassa acustica (cassa passiva).
Negli anni sono stati sperimentati vari sistemi di trasduzione del segnale elettrico in pressione acustica (casse elettrostatiche, a tromba, ecc.), tuttavia il sistema di trasduzione a mezzo di un cono comandato da una bobina elettrica si è affermato in modo definitivo specie sulle alte potenze acustiche.
Quando è richiesta una riproduzione stereofonica dell'ascolto, il sistema di amplificazione è duplicato su due canali, per cui i componenti interessati dalla separazione devono sdoppiarsi trattando separatamente il controllo l'amplificazione e la trasduzione sonora dei due canali. Le strumentazioni originariamente monofoniche (chitarre, voce, tastiere, ecc.) vengono rese dal tecnico del suono sui due canali disponibili (destro-sinistro) secondo gusti musicali consolidati o esigenze di spazialità sonora.
Le connessioni tra amplificatore ed altoparlante, dette di potenza, vengono effettuate utilizzando connettori differenti in base alla potenza trasmessa o all'uso più o meno professionale dell'impianto. 
Le connessioni tra sorgente e amplificatore sono dette di segnale e sono ottimizzate soprattutto per non inquinare il basso segnale elettrico veicolato. Possono condurre tensione continua (es. 48 Volt) per l'alimentazione remota (phantom) di dispositivi attivi come i microfoni da palco. Per lunghe distanze di collegamento o in presenza di forte inquinamento elettrico, le connessioni di segnale avvengono con connessioni di cavi di tipo bilanciato generalmente con attacco XLR. Per piccole distanze come il collegamento tra chitarra e amplificatore acustico dedicato si usa un cavo a due poli con spine a jack.
Le componenti elettroniche degli amplificatori possono essere costruite sia con transistor che con valvole. La diversità di comportamento della valvola rispetto al transistor in prossimità della saturazione (clipping), fa sì che venga preferita per produrre suoni più dolci, "pastosi", meno aspri. La differenza di comportamento tra queste due tecnologie risiede principalmente nella minor velocità di risposta (slew rate) della valvola rispetto al transistor, in esso il passaggio dall'amplificazione lineare alla saturazione è estremamente rapido (all'oscilloscopio questa transizione ha l'aspetto di un angolo retto), nella valvola questa transizione è più lenta (appare perciò come un angolo smussato). 
L'orecchio, evolutosi in milioni di anni in presenza di suoni naturali (prevalentemente sinusoidali) può percepire nettamente la differenza nei suoni prodotti dai due apparecchi in condizioni di saturazione. Alcuni amplificatori a valvole presentano una tipologia di circuito definito classe A, caratterizzato dall'assenza di distorsione di cross-over. La distorsione è minima ed è dovuta in gran parte alle sole armoniche pari che al contrario di quelle dispari, aumentano la "densità" del suono rendendolo più gradevole.

## Applicazioni

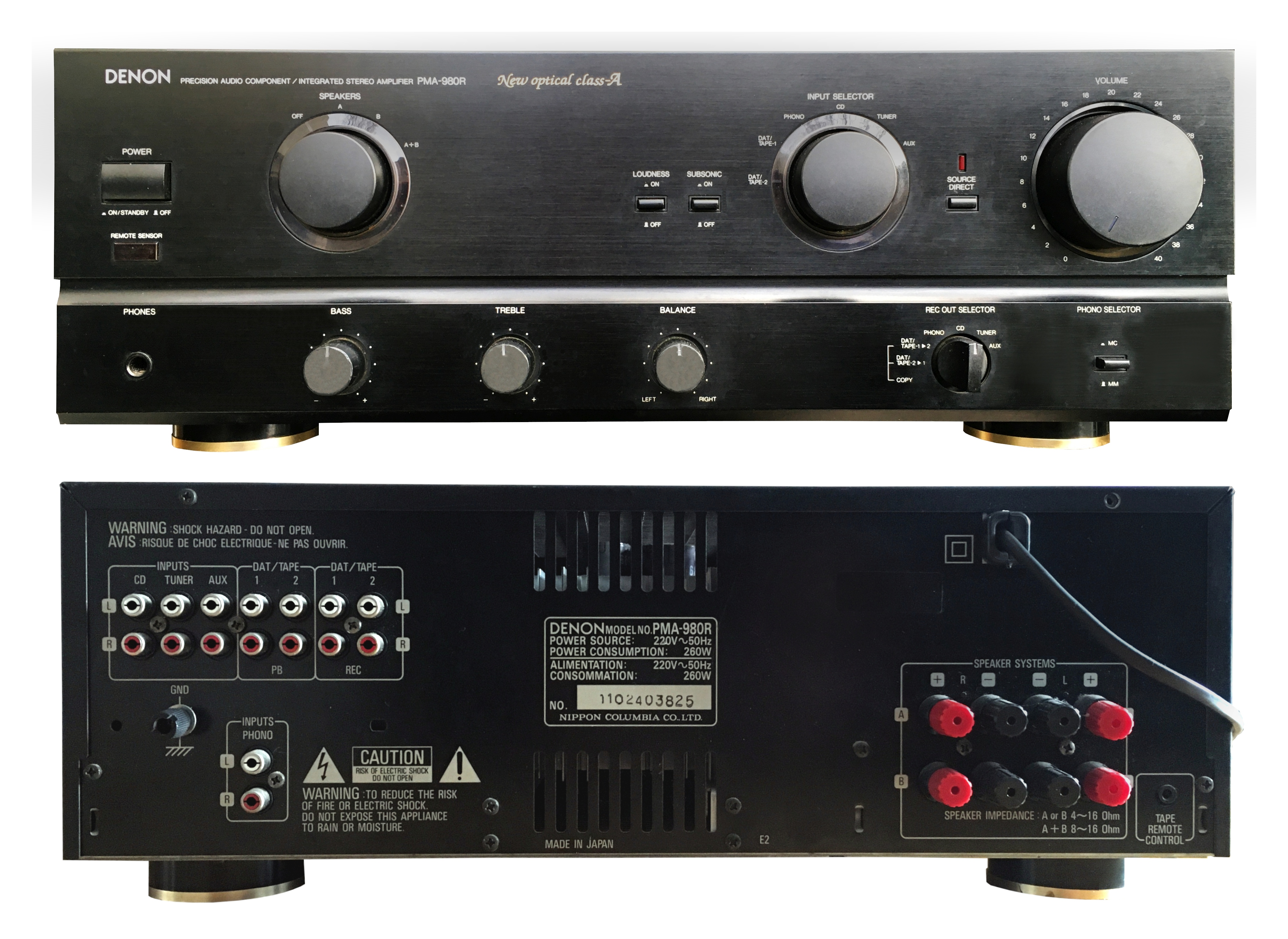
Esempio di amplificatore di un impianto Hi-Fi.

L'impiego tipico di un amplificatore acustico è l'unione con la chitarra elettrica, il basso elettrico e i microfoni per la voce. Generalmente si usa interporre tra l'amplificatore e i segnali provenienti da strumenti e microfoni, un apparecchio chiamato mixer, il quale permette di dosare in modo equilibrato il livello di suono di ciascun strumento. Generalmente in una manifestazione musicale o in studio, si usano più amplificatori contemporaneamente.
Nel caso di sorgenti digitali come lettori CD/audio o DVD è lo stesso lettore a operare la conversione digitale/audio prima dell'ingresso nell'amplificazione. Alcuni amplificatori dispongono anche di uscita digitale diretta per la registrazione su file o di ingressi e uscite digitali per introdurre artefatti con dispositivo di controllo digitale esterni, come compressori, pedaliere per effetti, ecc.
L'amplificatore, inoltre, provvede ad adeguare l'impedenza elettrica della sorgente del segnale, per esempio l'alta impedenza di un pick up di tipo passivo di una chitarra elettrica, con l'impedenza di ingresso ottimale dell'amplificatore. Per tale ragione è necessario accoppiare amplificatori di impedenza di ingresso adeguata a quelle della sorgente o prevedere opportune sezioni di ingresso adattatrici. Nella pratica corrente la funzione di adattamento può essere svolta da una di-box che permette ad esempio di accoppiare direttamente il segnale di una chitarra o un basso elettrico ad una sezione di amplificazione generica, oltre che a produrre un segnale di tipo bilanciato che è notoriamente scevro da disturbi lungo il percorso del cavo che lo trasporta.
Negli studi di registrazione si sta sviluppando la prassi di registrare il suono diretto dei pick up della chitarra elettrica a mezzo della sola di-box, riservandosi di applicare ogni possibile combinazione di effetti nella fase di produzione.

### Amplificazione da palco e regia audio

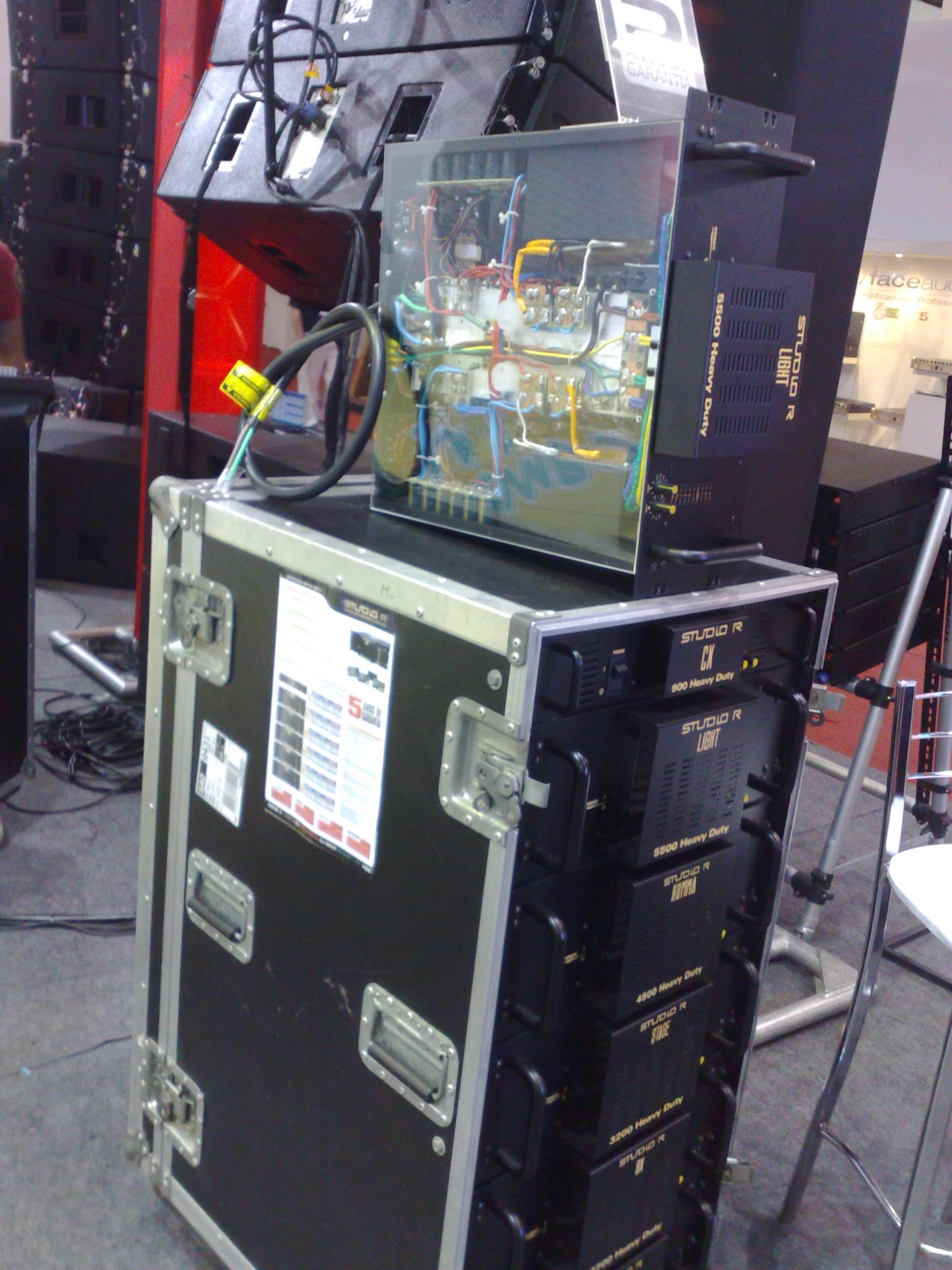
Amplificatore da palco

In genere negli spettacoli musicali il controllo e l'amplificazione del suono sono articolati in più passaggi che prevedono il controllo del singolo strumento musicale o della voce a mezzo di un amplificatore dedicato, spesso personalizzato sulle esigenze dell'artista, e da una amplificazione generale di potenza finale. Nelle manifestazioni dal vivo su spazi aperti ogni voce o suono prodotto viene inviato all'amplificazione finale (detta vocale) che provvede alla equalizzazione dei suoni per il miglior rendimento acustico dello spazio di ascolto. In questo caso, per esempio, il suono di una chitarra elettrica viene amplificato sul palco secondo i gusti dell'artista o del genere musicale eseguito e reso dall'amplificatore personale posizionato sul palco, che in sequenza viene ripreso da una apposita microfonazione davanti alla cassa del palco e inviato, mixato, all'amplificatore finale generale.
In particolari concerti scenografici, la presenza di amplificazioni da palco è volutamente ridotta alla sola esigenza di captare i suoni e segnali delle strumentazioni (voce, chitarre, batterie, tastiere, ecc.) e inviarli alla sezione di mixaggio e amplificazione a mezzo di sistemi di input diretti (es. di-box) in grado di limitare i disturbi eventualmente captabili dai lunghi cavi di collegamento. In questo caso gli artefatti, gli effetti e le eventuali filtrature e coloriture sono dati dal tecnico del suono o da un addetto allo specifico strumento da palco.
Il sistema di amplificazione provvede, inoltre, ad inviare un ascolto spia (monitor) ad ogni artista sul palco perché possa apprezzare la propria esecuzione nel contesto del livello acustico generale o sui tempi di un particolare strumento di riferimento.
Nel mondo degli spettacoli musicali in ambiente chiuso o di bassa esigenza di potenza sonora (piccoli locali, sala prove, pub, teatri, ecc.) si è affermato il sistema di amplificazione finale a mezzo di una o più casse amplificate (cassa attiva) per la sezione voci e tastiere, mentre le percussioni e/o le chitarre, i fiati,  possono provvedere alla sonorizzazione dell'ambiente con separati amplificatori dedicati. Nel caso in cui è richiesta anche l'amplificazione delle percussioni (batteria) in genere si procede al missaggio di tutte le sorgenti e all'invio ad una sezione di amplificazione unica.
Le esigenze di facile installazione, trasporto, manutenzione, sostituzione delle singole parti dell'impianto di diffusione sonora portano a definire le diverse integrazioni possibili tra i vari costituenti dell'amplificatore. Col crescere della potenza elettrica richiesta all'amplificatore diviene opportuna, specie in ambito professionale, la separazione in più moduli della sezione di amplificazione del suono, sia per limitare il peso dei componenti, sia per evitare blackout generali di un unico modulo. A tale criterio si adeguano anche i trasduttori sonori (altoparlante).
L'amplificazione da palco è pertanto il grado più complesso e sofisticato di amplificatore acustico, mentre un semplice megafono da polso potremmo definirlo il grado più elementare. Nel caso di amplificazioni da palco la semplice equalizzazione correttiva dei suoni può essere integrata e/o sostituita da una vera e propria regia del suono operata da un tecnico audio che provvede a regolare ogni aspetto dell'impianto di amplificazione acustica, dalla microfonazione alla migliore resa acustica del segnale amplificato in diffusione. In questi casi il tecnico del suono può operare un vero e proprio filtraggio (cut) di suoni provenienti da una determinata sorgente che tendono a coprire un secondo strumento o a copiarlo in non perfetta sincronia. Strumenti dal range di frequenze molto estese come le tastiere possono, per esempio, venire filtrate in corrispondenza dell'intervallo della frequenza della voce umana per non coprire o creare fuori tempo con la stessa voce. Il tecnico del suono in questi casi diventa uno degli elementi più importanti della catena di amplificazione acustica.